# Nokia 8110
Nokia 8110 este un telefon mobil produs de Nokia și lansat în 1996. Printre noile caracteristici sunt redirecționarea de fax, butonul căsuței poștale, butonul Easy Dial, derularea competă a paginii, selectarea automată a limbii, mesaj wake-up, 16 de tonuri de apel și îmbunătățirea agendei telefonice. Memoria poate stoca până la 324 de contacte (125 pe telefon și 199 pe cartela SIM). Nokia 8110 sprijină GSM faza 2.
Telefonul a fost folosit în filmul The Matrix din 1999 cu un slider pentru un efect mai dramatic. Slider-ul a fost introdus în modelul ulterior Nokia 7110.
Versiune îmbunătățită 8110i are „Smart SMS” și un sistem inteligent de mesagerie. Acest telefon este primul cu care se pot trimite imagini simple și tonuri de apel prin SMS.
Bateria permite până la 5 ore de convorbire și până la 150 de ore în stand-by.